# Войсковой старшина

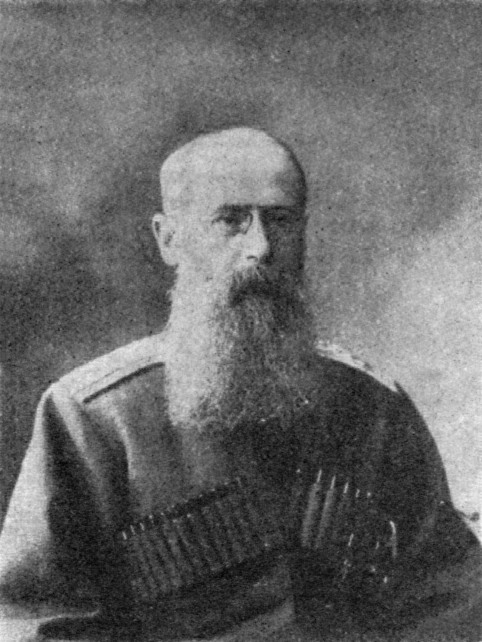
Войсковой старшина, князь Д. А. Хилков. 1914 год.

Войсково́й старшина́ — один из древних казачьих чинов, позднее по Табели о рангах на основании указа Павла I от 22 сентября 1798 года соответствовал майору, а в 1884 году, с упразднением в армии чина майора, был приравнен к чину подполковника.

## История
Исторически в казацкой среде сложилось сословие военно-административных руководителей, аналог офицерского — казацкая старши́на. Старши́на делилась на генеральную, войсковую, полковую, сотенную. Войсковой старши́ной назывался военно-административный аппарат казачьего войска, ближайшие помощники войсковых атаманов.
С 1754 года запрещено было производить в старшины без особого о том представления в Военную коллегию. Во второй половине XVIII века старшины являлись командирами казачьих полков или возглавляли органы гражданского управления войск.
По мере упорядочивания военного управления казачьих войск и введения казачьих чинов был введён чин войскового старшины́.
Когда в 1798 году чины казачьих войск были сопоставлены с армейскими, чин войскового старшины́ был приравнен к майорскому, а в 1884 году был приравнен к чину подполковника, что по Табели о рангах соответствовало гражданскому (статскому) чину 7-го класса.
| младший чин: Есаул | Войсковой старшина | старший чин: Казачий полковник |

Упразднение чина Советской властью
На территории Петроградского военного округа прекратил существование с 3 (16) декабря 1917 года на основании приказа по округу.
В армейских частях на остальной территории Российской республики, подконтрольной Совнаркому, прекратил существование с 17 (30) декабря 1917 года — даты вступления в силу принятого Совнаркомом «Декрета об уравнении всех военнослужащих в правах».
На территориях, подконтрольных белому и казачьим правительствам, применялся до октября 1922 года.

## Чин казачьих обществ РФ

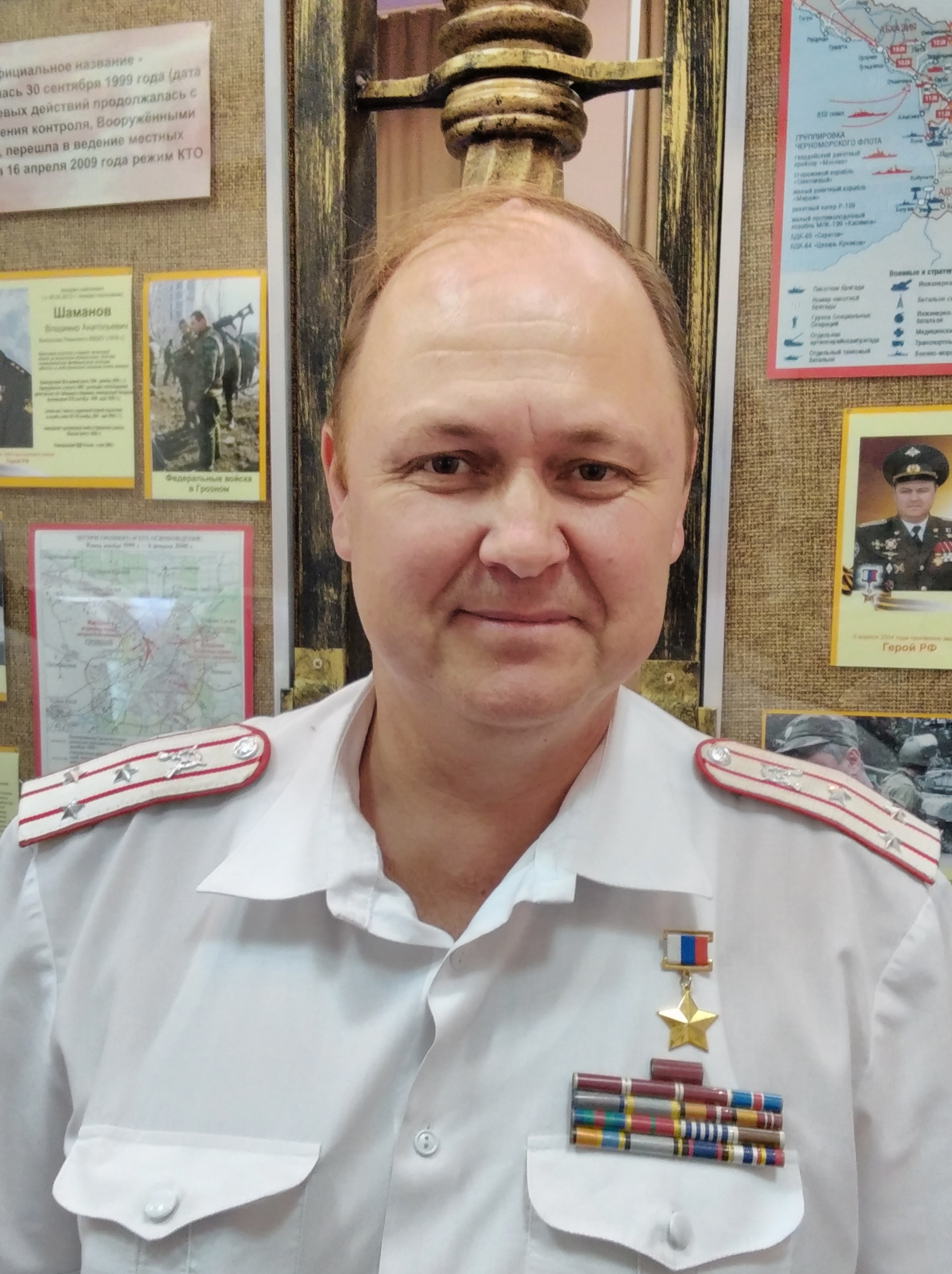
Войсковой старшина
Герой Российской Федерации С. В. Палагин, 2015

Является чином членов казачьих обществ современного казачества Российской Федерации, внесенных в Государственный реестр казачьих обществ в Российской Федерации.

## Галерея

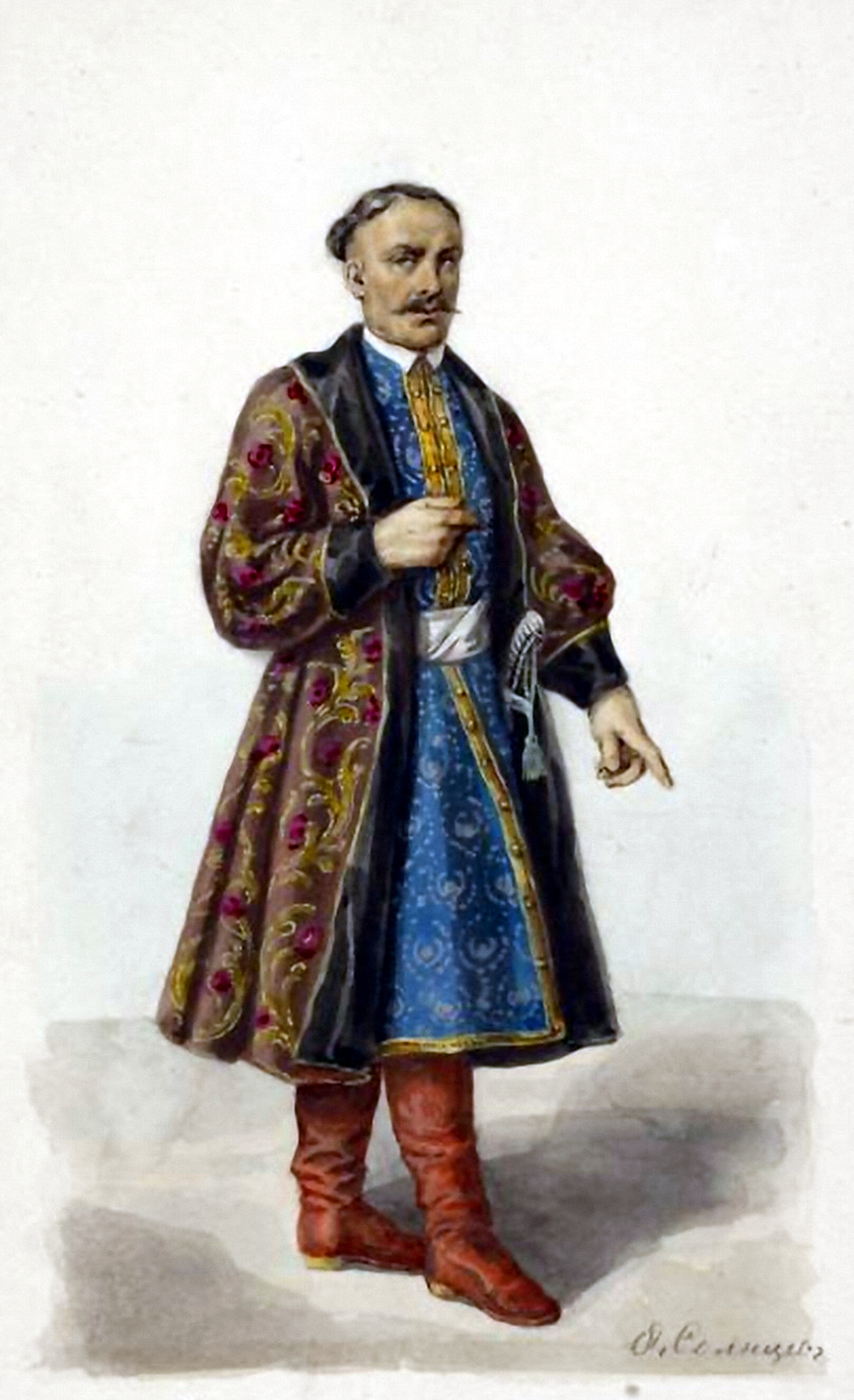
Старшина войска Донского, конца 18 столетия.
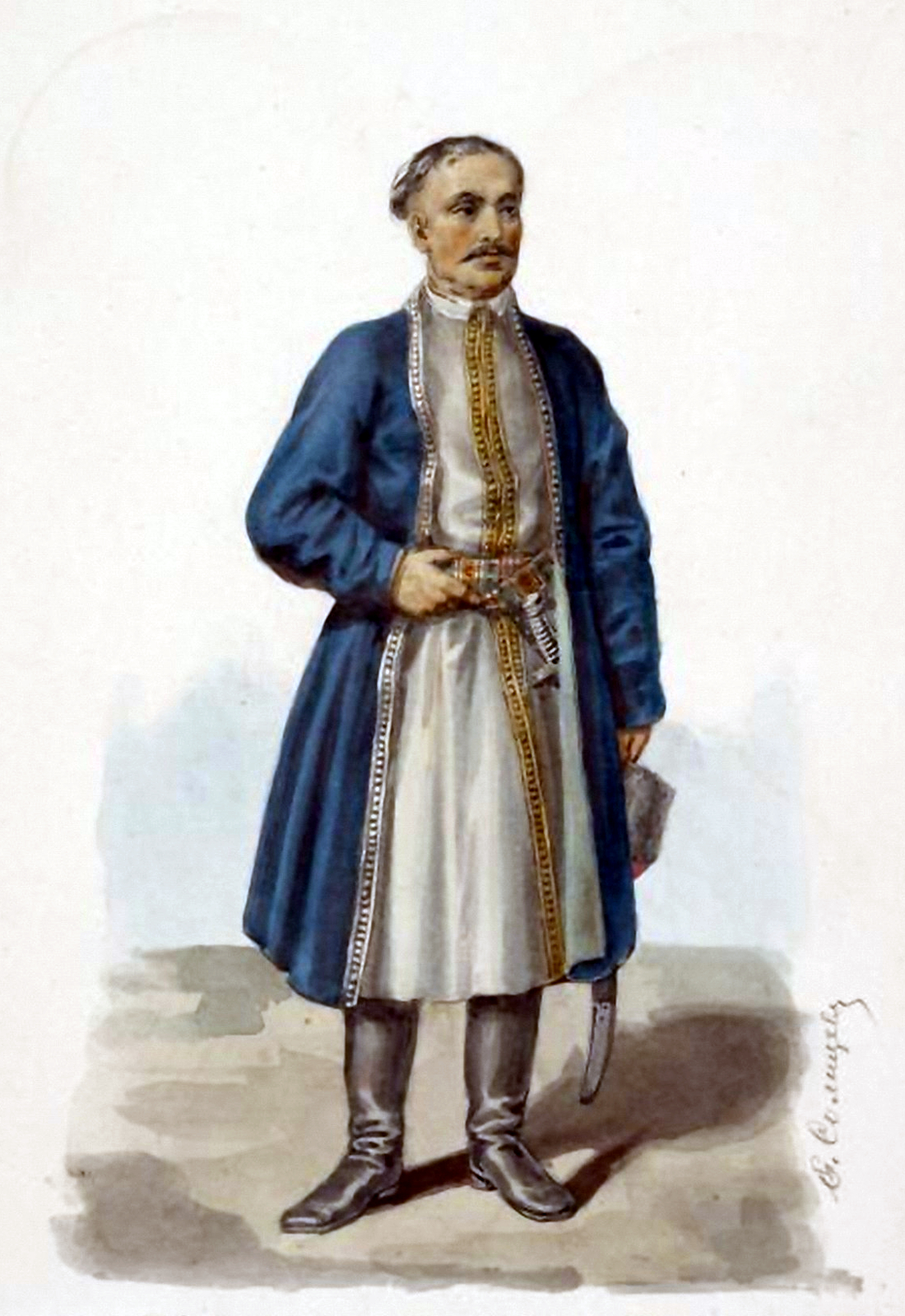
Старшина войска Донского, конца 18 столетия.
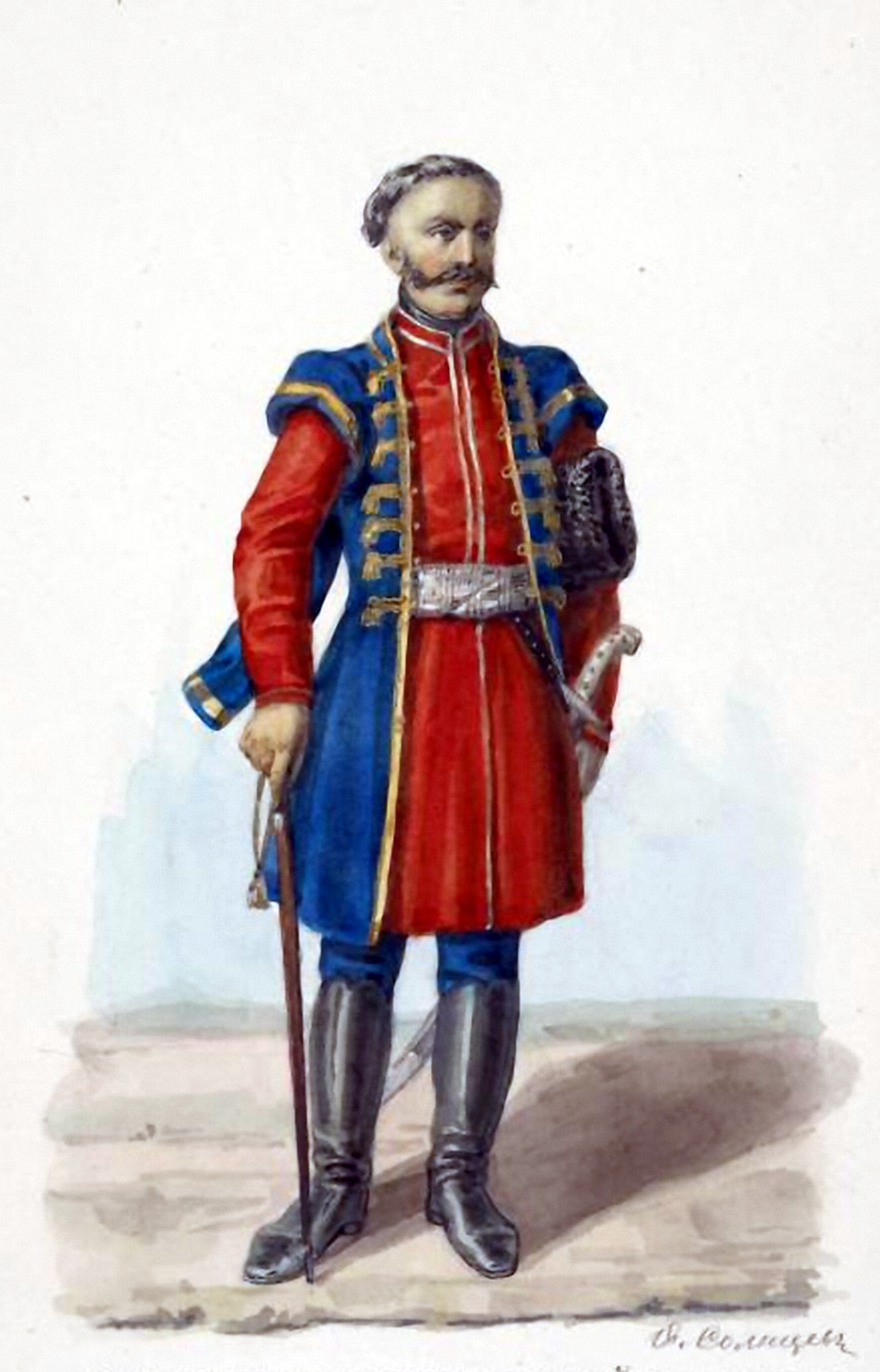
Старшина Донского войска 1821.

Парадный погон войскового старшины армии Украинской державы, 1918.
Полевой погон войскового старшины армии Украинской державы, 1918.
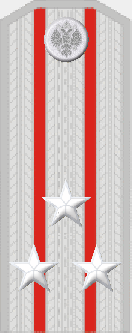
Современный погон войсковых старшин казачьих обществ, внесенных Государственный реестр казачьих обществ в Российской Федерации.